# Сирійська комуністична партія
Сирійська комуністична партія — марксистсько-ленінська політична партія в Сирії.

## Історія
Партію було утворено 1944 року шляхом переформування Комуністичної партії Сирії та Лівану, що існувала від 1924. Основною метою компартії було проголошено боротьбу за незалежність від Франції.
Від 1958 до 1970 року, за часів правління Насера та баасистів члени компартії зазнавали переслідувань. Ситуація змінилась після приходу до влади Хафеза аль-Асада. 1972 року партія перейшла на легальний стан після входу до складу Національного прогресивного фронту на чолі з урядовою партією Баас.
1986 року суперечки між Юсуфом Фейсалом і Халедом Багдашем з питань ставлення до перебудови в СРСР призвели до розколу партії. Кожна з фракцій упродовж тривалого часу виступала під назвою Сирійської комуністичної партії. Зрештою, історична назва збереглась за партією Багдаша, а партію Фейсала почали називати Сирійська комуністична партія (об'єднана).